# Bingo Athletic Stadium
Bingo Athletic Stadium (jap. 広島県立びんご運動公園陸上競技場) – wielofunkcyjny stadion w Onomichi, w Japonii. Może pomieścić około 9245 widzów, z czego 4245 miejsc znajduje się na trybunie głównej stadionu. Obiekt wchodzi w skład kompleksu sportowego Bingo Regional Sports Park. Stadion był jedną z aren piłkarskiego Pucharu Azji 1992.